# Indonéská rallye 1996
Indonéská rallye 1996 (Oficiálně 21. Bank Utama Rally Indonesia 1996) byla třetí soutěží mistrovství světa v rallye 1996. Jela se ve dnech 10. a 12. května. Jednalo se tehdy o první soutěž mistrovství světa v Asii. Délka soutěže byla 461 km rozdělených do 27 rychlostních zkoušek. v sezoně 96 se mistrovství světa účastnily jen tři tovární týmy - Ford M-Sport, Subaru Prodrive a Mitsubishi Ralliart. 
Odpočátku vedl Colin McRae na voze Subaru Impreza WRC a Tommi Mäkine s vozem Mitsubishi Lancer EVO VI: Druhý jezdec Mitsubishi Richard Burns havaroval a musel odstoupit. Kvůli havárii na mostě musel odstoupit i Kenneth Ericsson se Subaru. Na stejném místě měl problémy i Mäkinen a Carlos Sainz, ale oba mohli pokračovat v závodu. Sainz ztratil tři minuty, ale po odstoupení Dandy Rukmana kvůli technickým potížím a vyloučení Gwyndafa Evanse za nelegální tankování. Vedl McRae před Mäkinenem. Třetí byl Juha Kankkunen s vozem Toyota Celica GT-Four. Čtvrtý Sainz a pátý Liatti. Na začátku druhé etapy odstoupil Mäkinen kvůli poškozenému chladiči. McRae tak byl ve vedení s velkým náskokem. O druhou pozici začali bojovat Sainz, Kankkunen a Liatti. Jezdeckou chybou ztratil Liatti a propadl se na čtvrtou pozici. Sainz byl třetí a Kankkunen druhý. Pátý byl Joshio Fujimoto s další celicou. McRae ale havaroval a musel odstoupit. Havaroval i Kankkunen, který se propadl z prvního na třetí místo. Vítězství tak nakonec slavil Sainz a po dvou letech to bylo první vítězství pro tým Ford. Jeho prvenství ale nebylo jistě, protože údajně využil nepovolený servis. Nakonec byl tým potrestán finanční pokutou. Druhý skončil Liatti a třetí Kankkunen

## Výsledky
1. Carlos Sainz, Luis Moya – Ford Escort RS Cosworth – 5:30:00
2. Piero Liatti, Fabrizia Pons – Subaru Impreza 555 – +23
3. Juha Kankkunen, Nicky Grist – Toyota Celica GT-Four – +1:02
4. Joshio Fujimoto, Arne Hertz – Toyota Celica Turbo 4WD – +19:44
5. Reza Pribadi, Denis Giraudet – Toyota Celica GT-Four – +35:17
6. Michael Lieu, Joshimasa Nakahara – Subaru Impreza WRX-RA – +37:22
7. Shigeyuki Konishi, Hakaru Ichino – Subaru Impreza WRX-RA – +45:08
8. Irvan Gading, Karel Harilatu – Subaru Impreza 555 – +45:55
9. Chandra Alim, Prihatin Kasiman – Mitsubishi Lancer Evo – +51:41
10. Bambang Hartono, Agung Baskoro – Mitsubishi Lancer Evo – +52:10